# 屏東空港
屏東飛行場（へいとうひこうじょう）は台湾屏東県屏東市に位置する中華民国空軍の飛行場。

## 歴史
- 1920年（大正9年） - 屏東飛行場が設置され当初は台湾総督府警務局航空班が使用。
- 1927年（昭和2年） - 太刀洗から飛行第8連隊が移駐、旧陸軍の航空基地となる。
- 1936年（昭和11年）8月1日 - 日本航空輸送の台湾島内線が就航（当時の民間機用の呼称は高雄飛行場）、軍民共用となる。
- 1940年（昭和15年） - 燃料統制により島内線の一部が休止され、当飛行場は軍用専用となる。
- 1945年（昭和20年/民国34年） - 日本の敗戦により、中華民国国民政府が接収。
- 1994年（民国83年）11月28日 - 再び軍民共用となる。当時は屏東県立文化センターを臨時の旅客ターミナルとして使用。
- 1995年（民国84年）2月 - 旅客ターミナルが屏東空軍基地南滑走路門付近の仮設旅客ターミナルへ移転
- 2005年（民国94年）5月17日 - 屏東空軍基地北滑走路の忠孝路沿いに新ターミナルが完成。
- 2011年（民国100年）8月11日 - 当飛行場発着の民間便が廃止、民間共用が終わる。

## 就航路線
(2011年8月11日から定期民間便の就航なし)

## 配置部隊
- 第6運輸対潜航空団
  - 第10輸送飛行群
    - 第101中隊 - C-130H
    - 第102中隊 - C-130H

  - 第20電戦飛行群
    - 第2早期警戒中隊 - E-2T
    - 第6電戦中隊 - C-130HE

  - 対潜飛行群
    - 第33中隊 - P-3C
    - 第34中隊 - P-3C